# Championnat d'Europe masculin de volley-ball 1971
Navigation
Turquie 1967 Yougoslavie 1975
Le 8e championnat d'Europe masculin de volley-ball s'est déroulé du 23 septembre au 1er octobre 1971 à Milan (Italie).

## Équipes présentes
- Albanie
- Allemagne de l'Est
- Allemagne de l'Ouest
- Angleterre
- Autriche
- Belgique
- Bulgarie
- Danemark
- Écosse
- Finlande
- France
- Grèce
- Hongrie
- Israël
- Italie
- Pays-Bas
- Pologne
- Roumanie
- Suède
- Suisse
- Turquie
- Tchécoslovaquie
- URSS
- Yougoslavie

## Composition des poules
| Poule A                                       | Poule B                                              | Poule C                                        | Poule D                                               | Poule E                                     | Poule F                                                         |
| --------------------------------------------- | ---------------------------------------------------- | ---------------------------------------------- | ----------------------------------------------------- | ------------------------------------------- | --------------------------------------------------------------- |
| Site : Imola Albanie Angleterre Belgique URSS | Site : Bergame Écosse Israël Tchécoslovaquie Turquie | Site : Ancône Danemark France Pays-Bas Pologne | Site : Milan Allemagne de l'Est Bulgarie Suède Suisse | Site : Turin Finlande Grèce Italie Roumanie | Site : Modène Allemagne de l'Ouest Autriche Hongrie Yougoslavie |

- L'Albanie et l'Angleterre n'ont pas participé au championnat ; l'Angleterre ne s'est pas présentée, tandis que l'Albanie s'est retirée de la compétition du fait qu'elle se trouvait dans le même groupe que l'URSS.

## Phase préliminaire

### Poule A

#### Classement
| # | Équipe   | Pts | J | G | P | Sp | Sc | Ratio | Pp | Pc | Ratio |
| - | -------- | --- | - | - | - | -- | -- | ----- | -- | -- | ----- |
| 1 | URSS     | 2   | 1 | 1 | 0 | 3  | 0  | MAX   | 45 | 24 | 1.875 |
| 2 | Belgique | 1   | 1 | 0 | 1 | 0  | 3  | 0     | 24 | 45 | 0.533 |

### Poule B

#### Classement
| # | Équipe          | Pts | J | G | P | Sp | Sc | Ratio | Pp  | Pc  | Ratio |
| - | --------------- | --- | - | - | - | -- | -- | ----- | --- | --- | ----- |
| 1 | Tchécoslovaquie | 6   | 3 | 3 | 0 | 9  | 0  | MAX   | 135 | 47  | 2.872 |
| 2 | Israël          | 5   | 3 | 2 | 1 | 6  | 3  | 2     | 107 | 86  | 1.244 |
| 3 | Turquie         | 4   | 3 | 1 | 2 | 3  | 6  | 0.5   | 92  | 115 | 0.8   |
| 4 | Écosse          | 3   | 3 | 0 | 3 | 0  | 9  | 0     | 49  | 135 | 0.363 |

### Poule C

#### Classement
| # | Équipe   | Pts | J | G | P | Sp | Sc | Ratio | Pp  | Pc  | Ratio |
| - | -------- | --- | - | - | - | -- | -- | ----- | --- | --- | ----- |
| 1 | Pologne  | 6   | 3 | 3 | 0 | 9  | 1  | 9     | 149 | 80  | 1.863 |
| 2 | Pays-Bas | 5   | 3 | 2 | 1 | 6  | 5  | 1.2   | 142 | 128 | 1.109 |
| 3 | France   | 4   | 3 | 1 | 2 | 6  | 6  | 1     | 150 | 164 | 0.915 |
| 4 | Danemark | 3   | 3 | 0 | 3 | 0  | 9  | 0     | 70  | 139 | 0.504 |

### Poule D

#### Classement
| # | Équipe             | Pts | J | G | P | Sp | Sc | Ratio | Pp  | Pc  | Ratio |
| - | ------------------ | --- | - | - | - | -- | -- | ----- | --- | --- | ----- |
| 1 | Allemagne de l'Est | 6   | 3 | 3 | 0 | 9  | 2  | 4.5   | 156 | 63  | 2.476 |
| 2 | Bulgarie           | 5   | 3 | 2 | 1 | 8  | 3  | 2.667 | 137 | 93  | 1.473 |
| 3 | Suède              | 4   | 3 | 1 | 2 | 3  | 6  | 0.5   | 66  | 122 | 0.541 |
| 4 | Suisse             | 3   | 3 | 0 | 3 | 0  | 9  | 0     | 55  | 136 | 0.404 |

### Poule E

#### Classement
| # | Équipe   | Pts | J | G | P | Sp | Sc | Ratio | Pp  | Pc  | Ratio |
| - | -------- | --- | - | - | - | -- | -- | ----- | --- | --- | ----- |
| 1 | Roumanie | 6   | 3 | 3 | 0 | 9  | 3  | 3     | 174 | 131 | 1.328 |
| 2 | Italie   | 5   | 3 | 2 | 1 | 8  | 3  | 2.667 | 148 | 116 | 1.276 |
| 3 | Finlande | 4   | 3 | 1 | 2 | 4  | 6  | 0.667 | 119 | 133 | 0.895 |
| 4 | Grèce    | 3   | 3 | 0 | 3 | 0  | 9  | 0     | 74  | 135 | 0.548 |

### Poule F

#### Classement
| # | Équipe               | Pts | J | G | P | Sp | Sc | Ratio | Pp  | Pc  | Ratio |
| - | -------------------- | --- | - | - | - | -- | -- | ----- | --- | --- | ----- |
| 1 | Hongrie              | 6   | 3 | 3 | 0 | 9  | 1  | 9     | 150 | 72  | 2.083 |
| 2 | Yougoslavie          | 5   | 3 | 2 | 1 | 7  | 3  | 2.333 | 125 | 95  | 1.316 |
| 3 | Allemagne de l'Ouest | 4   | 3 | 1 | 2 | 3  | 6  | 0.5   | 93  | 108 | 0.861 |
| 4 | Autriche             | 3   | 3 | 0 | 3 | 0  | 9  | 0     | 42  | 135 | 0.311 |

## Phase finale

### Poule 1 à 6

#### Classement
| # | Équipe             | Pts | J | G | P | Sp | Sc | Ratio | Pp  | Pc  | Ratio |
| - | ------------------ | --- | - | - | - | -- | -- | ----- | --- | --- | ----- |
| 1 | URSS               | 9   | 5 | 4 | 1 | 12 | 4  | 3     | 218 | 159 | 1.371 |
| 2 | Tchécoslovaquie    | 9   | 5 | 4 | 1 | 12 | 5  | 2.4   | 233 | 176 | 1.324 |
| 3 | Roumanie           | 9   | 5 | 4 | 1 | 12 | 6  | 2     | 244 | 194 | 1.258 |
| 4 | Allemagne de l'Est | 7   | 5 | 2 | 3 | 6  | 9  | 0.667 | 185 | 178 | 1.039 |
| 5 | Hongrie            | 6   | 5 | 1 | 4 | 4  | 12 | 0.333 | 139 | 228 | 0.61  |
| 6 | Pologne            | 5   | 5 | 0 | 5 | 5  | 15 | 0.333 | 193 | 277 | 0.697 |

### Poule 7 à 12

#### Classement
| #  | Équipe      | Pts | J | G | P | Sp | Sc | Ratio | Pp  | Pc  | Ratio |
| -- | ----------- | --- | - | - | - | -- | -- | ----- | --- | --- | ----- |
| 7  | Bulgarie    | 10  | 5 | 5 | 0 | 15 | 2  | 7.5   | 243 | 161 | 1.509 |
| 8  | Italie      | 9   | 5 | 4 | 1 | 13 | 7  | 1.857 | 263 | 211 | 1.246 |
| 9  | Pays-Bas    | 7   | 5 | 2 | 3 | 8  | 10 | 0.8   | 211 | 225 | 0.938 |
| 10 | Belgique    | 7   | 5 | 2 | 3 | 7  | 11 | 0.636 | 203 | 234 | 0.868 |
| 11 | Yougoslavie | 6   | 5 | 1 | 4 | 7  | 12 | 0.583 | 218 | 227 | 0.96  |
| 12 | Israël      | 6   | 5 | 1 | 4 | 5  | 13 | 0.385 | 165 | 245 | 0.673 |

### Poule 13 à 17

#### Classement
| #  | Équipe               | Pts | J | G | P | Sp | Sc | Ratio | Pp  | Pc  | Ratio |
| -- | -------------------- | --- | - | - | - | -- | -- | ----- | --- | --- | ----- |
| 13 | Finlande             | 8   | 4 | 4 | 0 | 12 | 3  | 4     | 216 | 165 | 1.309 |
| 14 | France               | 7   | 4 | 3 | 1 | 10 | 6  | 1.667 | 208 | 171 | 1.216 |
| 15 | Turquie              | 6   | 4 | 2 | 2 | 7  | 10 | 0.7   | 199 | 206 | 0.966 |
| 16 | Allemagne de l'Ouest | 5   | 4 | 1 | 3 | 8  | 10 | 0.8   | 231 | 240 | 0.963 |
| 17 | Suède                | 4   | 4 | 0 | 4 | 4  | 12 | 0.333 | 156 | 228 | 0.684 |

### Poule 18 à 22

#### Classement
| #  | Équipe   | Pts | J | G | P | Sp | Sc | Ratio | Pp  | Pc  | Ratio |
| -- | -------- | --- | - | - | - | -- | -- | ----- | --- | --- | ----- |
| 18 | Grèce    | 8   | 4 | 4 | 0 | 12 | 0  | MAX   | 181 | 93  | 1.946 |
| 19 | Suisse   | 7   | 4 | 3 | 1 | 9  | 4  | 2.25  | 178 | 155 | 1.148 |
| 20 | Danemark | 6   | 4 | 2 | 2 | 7  | 8  | 0.875 | 186 | 177 | 1.051 |
| 21 | Autriche | 5   | 4 | 1 | 3 | 5  | 10 | 0.5   | 169 | 185 | 0.914 |
| 22 | Écosse   | 4   | 4 | 0 | 4 | 1  | 12 | 0.083 | 90  | 194 | 0.464 |

## Palmarès
| Place                      | Pays                 |
| -------------------------- | -------------------- |
| Médaille d'or, Europe      | URSS                 |
| Médaille d'argent, Europe  | Tchécoslovaquie      |
| Médaille de bronze, Europe | Roumanie             |
| 4e                         | Allemagne de l'Est   |
| 5e                         | Hongrie              |
| 6e                         | Pologne              |
| 7e                         | Bulgarie             |
| 8e                         | Italie               |
| 9e                         | Pays-Bas             |
| 10e                        | Belgique             |
| 11e                        | Yougoslavie          |
| 12e                        | Israël               |
| 13e                        | Finlande             |
| 14e                        | France               |
| 15e                        | Turquie              |
| 16e                        | Allemagne de l'Ouest |
| 17e                        | Suède                |
| 18e                        | Grèce                |
| 19e                        | Suisse               |
| 20e                        | Danemark             |
| 21e                        | Autriche             |
| 22e                        | Écosse               |